# Hassasna
Hassasna è un comune dell'Algeria, situato nella provincia di ʿAyn Temūshent.